# Chrysosoma cynicum
Chrysosoma cynicum är en tvåvingeart som beskrevs av Octave Parent 1935. Chrysosoma cynicum ingår i släktet Chrysosoma och familjen styltflugor. Inga underarter finns listade i Catalogue of Life.